# 페멕스

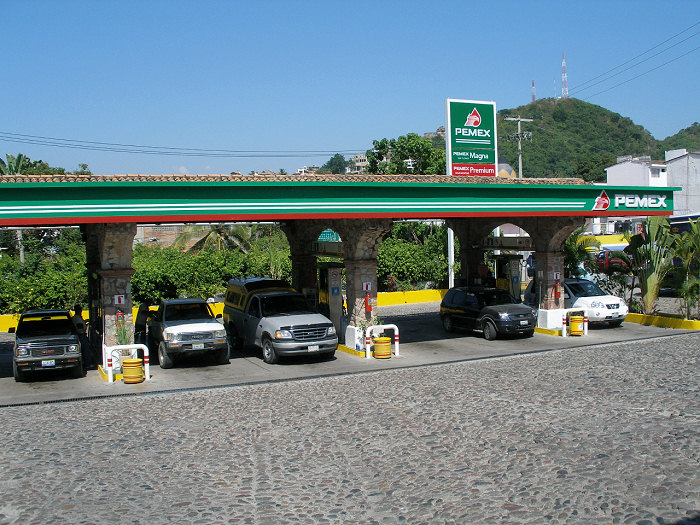

페멕스(스페인어: Petróleos Mexicanos, Pemex)는 멕시코의 최대 기업으로 석유 회사이다. 2009년도 포춘 글로벌 500에 따르면, 매출액 1192억달러(119조원)으로 세계 31위의 대기업이다.